# Ancienne Église de l'Orient
L'Ancienne Église de l'Orient (en syriaque : ܥܕܬܐ ܥܬܝܩܬܐ ܕܡܕܢܚܐ, en arabe : كنيسة المشرق القديمة) est une Église autocéphale non canonique de tradition syriaque orientale. Elle fait partie de l'ensemble des Églises des deux conciles et use du calendrier julien. Elle est née d'un schisme au sein de l'Église apostolique assyrienne de l'Orient en 1968 en raison de l'adoption du calendrier grégorien quatre ans plus tôt par cette dernière. Le chef de l'Église porte le titre de Catholicos-Patriarche de l'Ancienne Église de l'Orient, avec résidence à Bagdad en Irak (titulaire actuel : Mar Gewargis III Younan).

## Histoire
L'Ancienne Église de l'Orient est une des héritières de l'antique Église de l'Orient qui est une des premières Églises chrétiennes. Selon la tradition, elle aurait été fondée par l'apôtre Thomas.
La raison directe du schisme a été l'adoption du calendrier grégorien en 1964 par Simon XXIII Ishaya. Cette décision personnelle sans validation par le synode a provoqué une division au sein de l'Église. La question du calendrier s'est ajoutée à d'autres motifs de mécontentement comme le mode de désignation du patriarche (héréditaire) et sa résidence hors de l'Irak.
La résistance se cristallisa à Bagdad autour de la figure du prêtre Ishaq Nwiya, qui fédéra des partisans membres de la tribu Tyari (en).
Mar Thoma Darmo, le métropolite de Église syrienne chaldéenne en Inde, et chef des opposants, vint à Bagdad en septembre 1968 et y consacra trois nouveaux évêques, Mar Addai et deux Indiens, Mar Aprem Mooken et Mar Paulose Poulose. Ils se réunirent ensuite en synode et il fut élu patriarche. Il mourut l'année suivante.
En 1970, Mar Addai, l'évêque de Bagdad, fut élu pour lui succéder et prit le nom de Addai II. Il ne sera consacré qu'en 1972.
Mar Daniel Yakob, qui avait été consacré évêque dans l'Église apostolique assyrienne de l'Orient par Mar Joseph Khnanicho en 1973, avait quitté son diocèse de Kirkouk au cours des années 1980 et il a été accepté dans l'église et nommé évêque  pour les États-Unis et le Canada, il décède en octobre 2020.
Entre novembre et décembre 1995, Mar Aprem Mooken et Mar Paulose Poulose de la Métropole du Malabar et de toute l'Inde quittent l'Église pour rejoindre l'Église apostolique assyrienne de l'Orient.
Mar Yakob Daniel fut consacré évêque pour la Syrie, et élevé comme Métropolite en décembre 1995. Il a été transféré en Australie et en Nouvelle-Zélande en juillet 2005.
Mar Emmanuel Elia a été consacré auxiliaire patriarcal en 1993 et il a été transféré aux États-Unis en 1994 jusqu'à sa démission en 2011.
Timothaus Mar Shallita Youwala de la famille de Mar Yawallaha de Barwar qui avait été consacré dans l'Église syriaque orthodoxe en 1958, a été accepté métropolite en 1995 et nommé pour l'Europe. Timothaus Mar Shallita Youwala et Mar Toma Giwargis sont mis à la retraite en 2012.
En avril 2009, deux évêques ont été consacrés à savoir Mar Zaia Khoshaba pour Bagdad et Mar Aprem David pour Dahuk, ce dernier a démissionné en 2011. En août 2011 Mar Mari Emmanuel a été consacré évêque à Sydney.
À Dahuk a été inaugurée une nouvelle église dédiée à saint Pierre et saint Paul en mai 2012.
Mar Gewargis Younan a été consacré évêque pour Chicago en juin 2014, et peu de temps après, Mar Zaia a été élevé comme Métropolite pour l'Amérique du Nord. Mar Narsai Toma, le métropolite de Kirkouk est mort en 2014.
Mar Yacob III Daniel, est élu Catholicos-Patriarche de l'Orient en juin 2022 mais il renonce à sa charge le 13 août 2022.
Un nouveau Catholicos-Patriarche est élu le 12 novembre 2022 sous le nom de Mar Gewargis III Younan, il a été consacré à Bagdad en juin 2023,.

## Organisation
L'Église est divisée en plusieurs métropoles et diocèses :
- Archidiocèse patriarcal de Bagdad
- Archidiocèse de Kirkouk
- Archidiocèse de Ninive (Mossoul)
- Archidiocèse de Syrie et du Liban
- Archidiocèse de l'Europe (Mayence)
- Diocèse des États-Unis et du Canada (Chicago)
- Diocèse de Californie (Modesto)
- Diocèse d'Australie et de Nouvelle-Zélande (Sydney)

## Synode
- Mar Yacob Daniel, métropolite de Bagdad et de Bassorah (siège à Bagdad)
- Mar Toma Erimia Giwargis, Métropolite de Ninive (Mossoul) (réside à Hamilton (Ontario) réintégrè en février 2022[12].
- Mar Zaia Khoshaba, métropolite de l'Amérique du Nord et en Europe (siège à Toronto, Canada)
- Mar Shimun Daniel, évêque d'Adiabène, nord de l'Irak (depuis septembre 2021[13])

Anciens évêques :
- Mar Petros Ashor Tamras[14], évêque du diocèse de l'ouest américain (siège à Modesto Californie, États-Unis), jusqu'en août 2023.

À partir de janvier 2011, quelques évêques déposent  Mar Addai II dont :
- Timothaus Mar Shallita Youwala (en), Métropolite d'Europe (Mayence, Allemagne)
- Mar Toma Erimia Giwargis, Métropolite de Ninive (Mossoul).

Plut tard, Mar Mari Emmanuel (né Robert Shlimon),, évêque (Wakeley, près de Sydney, Australie) à la tête d'une église indépendante, actuellement connue sous le nom de Christ The Good Shepherd Church.
Des paroisses individuelles en Suède, au Danemark, aux États-Unis et en Australie, reconnaissaient ou reconnaissent ces prélats

## Relations avec les autres Églises

### Relations avec l'Église apostolique assyrienne de l'Orient
Parce qu’il n'y pas de raison théologique pour justifier cette division, dès 1984 les deux patriarches étaient favorables à une réunification, mais elle n'a pas encore eu lieu pour des raisons politiques et tribales.
En 1999, le synode de l'Église apostolique assyrienne de l'Orient reconnaît toutes les ordinations de lecteur à patriarche effectuées par l'Ancienne Église de l'Orient.
En juin 2015, une proposition d'union est faite pour élire un nouveau patriarche, après le décès de Dinkha IV, mais sans succès.
Après le décès de Mar Addaï II, des pourparlers pour concrétiser une union entre les deux églises sont de nouveau entrepris en mai 2022 mais n'arrive pas à aboutir.

### Relations avec les autres Églises de tradition syriaque
Depuis 1994, l'Ancienne Église de l'Orient participe à une série de discussions œcuméniques avec les autres Églises de tradition syriaque, à l'initiative de la Fondation Pro Oriente, organisme dépendant du diocèse catholique de Vienne en Autriche. Ces discussions rassemblent des représentants d'Églises catholiques et séparées, de tradition syriaque occidentale (Église syriaque orthodoxe, Église catholique syriaque, Église malankare orthodoxe, Église catholique syro-malankare, Église maronite) et de tradition syriaque orientale (Église apostolique assyrienne de l'Orient, Ancienne Église de l'Orient, Église catholique chaldéenne, Église catholique syro-malabare).

## Liste des primats
- Mar Thoma Darmo
- Mar Addai II (1972-2022)
- Mar Gewargis III Younan (depuis le 9 juin 2023[21])